# Nikola Norgauer
Nikola Norgauer (* 1973 in Schweinfurt) ist eine deutsche Schauspielerin.

## Leben
Norgauer wuchs in Regensburg auf. Ab 1996 studierte sie Schauspielerei an der Hochschule des Saarlandes für Musik und Theater und schloss 2000 mit Diplom sowie der Bühnenreifeprüfung ab.
2004 gewann sie den Rheinischen Theateroscar und 2012 den Ensemblepreis für Eisenstein bei den Bayerischen Theatertagen.
Im Singspiel beim Starkbieranstich auf dem Nockherberg stellte sie bisher Ursula von der Leyen, Andrea Nahles und Natascha Kohnen dar. Seit 2023 verkörpert sie Bundeskanzler Olaf Scholz.

## Filmographie (Auswahl)
- 2009: Boarisch pilgern
- 2009: Der Kleiderständer
- 2012: Kommissarin Lucas – Die sieben Gesichter der Furcht
- 2014: München 7
- 2013: Tatort: Aus der Tiefe der Zeit
- 2015: Hubert und Staller
- 2016, 2021: Um Himmels Willen
- 2015: Tatort: Einmal wirklich sterben
- 2015, 2016, 2018, 2019, 2023, 2024 und 2025: Das Singspiel am Nockherberg
- 2015: Tatort: Klingelingeling
- 2017: Die Chefin: Schwarze Schafe
- 2016: Dahoam is Dahoam
- 2017: Der Komödienstadel – Der Cowboy von Haxlfing
- 2018: Wackersdorf
- 2018: Heimatbühne Bayern auf Tour – Hotel Mama
- 2018: Die Rosenheim-Cops: Da fehlt etwas
- 2020: Der Komödienstadel – Nix get mehr
- 2020: Die Rosenheim-Cops: Grün ist der Tod